# Myrmeleon pictifrons
Myrmeleon pictifrons là một loài côn trùng trong họ Myrmeleontidae thuộc bộ Neuroptera. Loài này được Gerstaecker miêu tả năm 1885.